# Korgens kommun
Korgens kommun (norska: Korgen kommune) var en kommun i Nordland fylke i norra Norge. Kommunen omfattade den mellersta delen av nuvarande Hemnes kommun. Tätorten Korgen utgjorde kommunens centralort.

## Administrativ historik
Korgens kommun upprättades den 1 juli 1918 genom utbrytning ur Hemnes kommun. Kommunen hade 1 369 invånare vid upprättandet.
Den 1 januari 1964 gick kommunen åter upp i Hemnes kommun. Kommunens hade då 1 352 invånare.